# Ульяновский завод тяжёлых и уникальных станков
Ульяновский завод тяжелых и уникальных станков — станкостроительный завод в Ульяновске.
Завод специализируется на проектировании и разработке, производстве, продаже и обслуживании металлорежущего оборудования, капитальном ремонте и модернизации станков собственного производства, а также других производителей. Станки, производимые заводом, отличаются своей колоссальностью (их масса составляет от 5 до 500 тонн).За годы работы заводом было поставлено более 10 000 металлообрабатывающих станков, в том числе по заказам Германии, Италии, Канады, США, Франции, Швеции, Японии.                                                                                                                                                                                                            
Был назван БСЭ в числе важнейших заводов города Ульяновска. Эмблемой завода стал лось, что связано с тем, что на месте строительства завода были болота и озёра, куда иногда заходили лоси.

## История

### СССР
16 декабря 1946 года вышло Постановление Совета министров СССР «О развороте в стране тяжелого станкостроения». Постановлением Совмина СССР № 5770 от 27 декабря 1949 года было утверждено проектное задание на строительство Ульяновского завода тяжелых и уникальных станков. Завод был предназначен для выпуска тяжелых и уникальных, а также специальных станков: вертикально-фрезерных, продольно-фрезерных и карусельно-фрезерных весом более 500 тонн.
Строительство УЗТС начато в октябре 1953 года. Первая очередь завода была пущена в эксплуатацию в июне 1955 года. В октябре 1956 года был изготовлен первый станок модели 656.                                                                                                                                                    
До 1956 года завод находился в подчинении Министерства станкостроительной промышленности СССР. С 1957 по 1965 годы в ведении Ульяновского Совнархоза, а затем Совнархоза Приволжского экономического района. В 1965 году, с упразднением Совнархозов, УЗТС перешел в подчинение Министерству станкостроительной и инструментальной промышленности СССР.
В 1965 году на УЗТС открылся филиал Ульяновского автомеханического техникума.

### Российская Федерация

#### ОАО УЗТС
В январе 1992 года производится приватизация Ульяновского завода тяжелых и уникальных станков с образованием ОАО «УЗТС». 64,5 % акций УЗТС владел председатель совета директоров банка «Глобэкс» Андрей Дунаев. В 2011 году ОАО «УЗТС» был признан банкротом.

#### ООО ЗТСУ
В 2006 году контроль над частью завода переходит к ООО «Симбирский станкостроительный завод», совместному предприятию ОАО «УЗТС» и чешской станкостроительной компании Skoda Machine Tool. По словам пресс-секретаря холдинга - Радка Писторюсова, именно эта компания была выбрана среди многочисленных претендентов на покупку, которая, в свою очередь, принадлежала ООО «Станко Импекс Групп».
В 2011 году совладелец ООО «Симбирский станкостроительный завод», ОАО «УЗТС», был признан банкротом. Комания Skoda Machine Tool была продана компании ALTA Invest, a. s. В 2019 году ООО «Симбирский станкостроительный завод» переименовывается в ООО «Завод тяжелых станков Ульяновск» (ЗТСУ) и входит в чешскую группу компаний ALTA.

#### ООО УЗТС
В 2003 году зарегистрировано ООО «Ульяновский завод тяжелых и уникальных станков» (ООО «УЗТС»). ООО «УЗТС» входит в группу компаний «РОСТОК». На 2020 год ООО «УЗТС» продолжает производственную деятельность на мощностях завода.

#### BAW-RUS Motor Corporation и СимАЗ
В 2008 году часть площадей завода была приобретена совместным российско-китайским предприятием BAW-RUS Motor Corporation для сборки малотоннажных грузовиков и автобусов марки BAW. Однако предприятие с низкой локализацией не смогло пережить кризис 2014 года и в 2017 было закрыто.
В 2018 году на этой же площадке началось производство совместного предприятия с японской компанией Isuzu по выпуску городских автобусов на шасси Isuzu. Предприятие работает под брендом «СИМАЗ» («Симбирский Автомобильный Завод»).

## Продукция
- Фрезерно-расточные станки серии «B». Предназначены для комплексной обработки деталей из различных конструкционных материалов и выполняют операции фрезерования, растачивания, сверления, зенкерования, развертывания и нарезания резьбы с применением различных видов инструментов.
- Вертикально-фрезерные станки серии «А».
- Для РЖД выпускался специальный фрезерно-расточной станок 65А90Ф4 с ЧПУ, предназначенный для комплексной механической обработки балки надрессорной и рамы боковой при восстановительном ремонте тележек грузовых железнодорожных вагонов.
- Поворотные столы SKODA TDV 4-10, служащие для расширения технологических возможностей горизонтальных фрезерно-расточных станков SKODA.
- Продольные станки 66К12, 66К16, 66К25, 66К35, 66К45,УФ5225,6620 / 6625 с длиной рабочего стола до 8000 мм.
- Торце-фрезерные станки 6002 и 6005.

## Известные люди завода
- Волков, Николай Александрович — Герой Социалистического Труда, токарь-расточник Ульяновского завода тяжелых и уникальных станков.
- Панчин, Сергей Сергеевич — российский политический и государственный деятель. Глава Ульяновска (2015—2021), глава администрации города Ульяновска (2013—2015).
- Крюков, Анатолий Георгиевич — советский хозяйственный, государственный и политический деятель. Директор Ульяновского завода тяжелых и уникальных станков.
- Трунилин, Сергей Иванович —  полный кавалер ордена Славы, работал на заводе.